# Campofrío
Campofrío és un poble de la província de Huelva (Andalusia), que pertany a la comarca de Cuenca Minera.

## Demografia
| 1996 | 1998 | 1999 | 2000 | 2001 | 2002 | 2003 | 2004 | 2005 |
| ---- | ---- | ---- | ---- | ---- | ---- | ---- | ---- | ---- |
| 871  | 866  | 861  | 844  | 832  | 834  | 845  | 832  | 810  |

## Història
Les primeres cites històriques del poble daten de la baixa edat mitjana, exactament dels anys 1401 i 1411, en les quals es fa referència a aquest llogaret, llavors pertanyent a Aracena, de la qual es va segregar com vila mitjançant Reial Privilegi del Monarca Ferran VI d'Espanya el 5 d'abril de 1753.